# Vapor Toro
El Vapor Toro fue un barco de vapor adquirido por el ingeniero Federico Stuven Olmos por orden del Ministro Rafael Sotomayor Baeza para la Armada de Chile al comienzo de la Guerra del Pacífico con el fin de transvasar desde naves mayores con capacidad de desalinización el agua potable producida, almacenarla en sus estanques y llevarla a tierra para abastecer del vital líquido los desembarcos chilenos en el desierto de Atacama. En el curso de la guerra fue utilizado también como transporte de tropas, material y también vigilancia.
Participó en los convoyes de la Campaña de Tarapacá, Campaña de Tacna y Arica y en el Desembarco chileno en Chilca en 1880. Posteriormente, durante el Bloqueo del Callao sirvió como buque de aprovisionamiento logístico de las torpederas chilenas.
Después de la Toma del Morro de Arica persiguió a la torpedera peruana que logró burlar el bloqueo, pero solo pudo detener a la tripulación después que la torpedera fue encallada por esta.
Tras el conflicto fue destinado a comisiones hidrográficas como escampavía hasta su baja en 1910.